# Pascal Andong Adibime
Pascal Anong Adibimé né en 1951 au Cameroun est un homme politique camerounais. Originaire de la région du Centre plus précisément dans le département de Mbam et Inoubou arrondissement d’Ombessa. Il devient militant du RDPC dans la région du Centre, maire de l’arrondissement d’Ombessa et en 2013 sénateur dans le département du Mbam et Inoubou.

## Biographie
Pascal Anong Adibimé ne en 1951 au Cameroun. Il est titulaire d’un baccalauréat D et a effectué une formation d’enseignant des lycées à l’école normale supérieur du Cameroun. Il cumule ses fonctions administratives et responsabilité dans les CES d’Ombessa et Bafia. Pascal Andong Abidime est le promoteur de l’ISTAO (institut supérieur des techniques agricole d’Ombessa) créée le 05 Octobre 2011 a été effectivement ouvert le 2 décembre 2013. Un partenariat est signé entre le directeur de l’IRAD Dr Noé WOIN et Pascal Andong Adibimé promoteur de l’ISTAO. Ces documents ont été signés depuis le 22 Août 2024 à Nkolbisson. Le 31 Janvier 2024 un autre accord de partenariat public-privé est signé entre le MINRESI et l’ISTAO qui vise à mettre en œuvre de la politique gouvernementale en matière de recherche-développement.

## Carrières politiques
Pascal Andong Adibime est le maire de la commune d’Ombessa. Après plusieurs tentatives et l’engagement dans la politique notamment en ce qui concerne les élections municipales et législatives de sa localité. Il est nommé ministre des domaines et du cadastres des affaires foncières au Cameroun poste qu’il occupe de 2007 à 2009. Puis devient sénateur du mbam et Inoubou en 2013.